# Homer de Bizanci
Homer de Bizanci (en llatí Homerus Byzantinus, en grec antic Ὅμηρος ὁ Βυζάντιος) va ser un gramàtic i poeta tràgic grec nadiu de Bizanci, que va viure en temps de Ptolemeu II Filadelf (cap a l'any 280 aC). Era fill de l'escriptor i gramàtic Andròmac i de la poeta Mero. Era un dels set poetes que va formar part de la plèiade tràgica.
El nombre dels seus drames va ser entre 45 i 57, segons les fonts. La seva estàtua es va posar al gimnàs públic de Zeuxip a Bizanci.
De la seva obra només es conserva el poema titulat Eurypyleia.